# Рош (Берн)
Рош (фр. Roches) — громада  в Швейцарії в кантоні Берн, адміністративний округ Бернська Юра.

## Географія
Громада розташована на відстані близько 40 км на північ від Берна.
Рош має площу 9,1 км², з яких на 3,9% дозволяється будівництво (житлове та будівництво доріг), 23,4% використовуються в сільськогосподарських цілях, 71,5% зайнято лісами, 1,2% не є продуктивними (річки, льодовики або гори).

## Демографія
2019 року в громаді мешкало 201 особа (-7,4% порівняно з 2010 роком), іноземців було 12,4%. Густота населення становила 22 осіб/км².
За віковим діапазоном населення розподілялося таким чином: 10,9% — особи молодші 20 років, 66,2% — особи у віці 20—64 років, 22,9% — особи у віці 65 років та старші. Було 97 помешкань (у середньому 2,1 особи в помешканні).
Із загальної кількості 42 працюючих 15 було зайнятих в первинному секторі, 12 — в обробній промисловості, 15 — в галузі послуг.